# Solarolo Rainerio
Solarolo Rainerio là một đô thị ở tỉnh Cremona, vùng Lombardia của Italia, có vị trí cách khoảng 100 km về phía đông nam của Milan và khoảng 25 km về phía đông của Cremona. Tại thời điểm ngày 31 tháng 12 năm 2004, đô thị này có dân số 1.016 người và diện tích là 11,4 km².
Solarolo Rainerio giáp các đô thị: Gussola, Piadena, San Giovanni in Croce, San Martino del Lago, Scandolara Ravara, Voltido.